# Windmotor Oldeholtpade
De Windmotor Oldeholtpade was een poldermolen nabij het Fries-Stellingwerfse dorp Oldeholtpade, dat in de Nederlandse gemeente Weststellingwerf ligt. De molen was een middelgrote Amerikaanse windmotor, die een windrad had met twaalf bladen en een diameter van 2,5 meter. In welk jaar hij werd gebouwd is niet bekend. De windmotor stond op een particulier terrein vlak bij de ijsbaan aan de noordrand van Oldeholtpade en had geen functie meer. Hij was niet te bezichtigen.